# Бхатт, Алия
Алия Бхатт (англ. Alia Bhatt; род. 15 марта 1993) — индийская актриса и певица. Лауреат Filmfare Award за лучшую женскую роль по мнению критиков. С 2022 года замужем за актёром Ранбиром Капуром.

## Биография

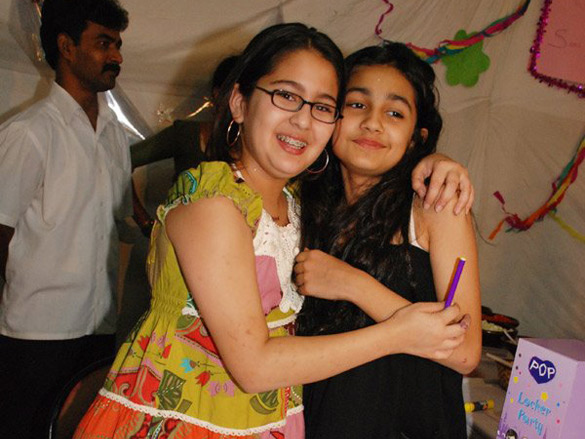
Будущие актрисы Алия Бхатт и Сара Али Хан в 2006 году

Алия Бхатт родилась 15 марта 1993 года в семье индийского режиссёра Махеша Бхатта и актрисы Сони Раздан. Её отец — гуджаратец, а мать — германо-кашмирского происхождения. 
У Бхатт есть родная старшая сестра Шахин (род. 1988), а также единокровные сестра Пуджа и брат Рахул. 
Актёр Эмран Хашми и режиссёр Мохит Сури — её двоюродные братья по отцовской линии, а Мукеш Бхатт — дядя.

### Карьера
Первая роль Алии в кино, в фильме «Криминальный роман» 1999 года была небольшой. Она сыграла героиню Прити Зинты в детстве. Первой главной ролью для Алии стала роль Шанайи Сингханьи в фильме Карана Джохара 2012 года «Студент года», где её партнёрами стали Сидхартх Малхотра и Варун Дхаван. В Индии фильм стал хитом, собрав в прокате 700 млн рупий ($12 млн).

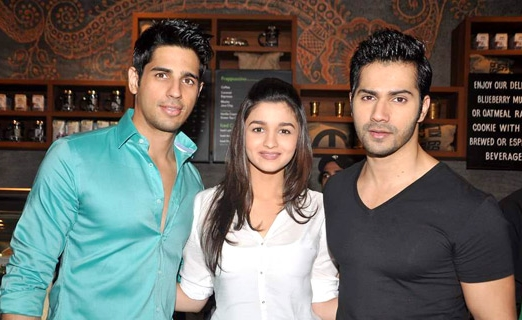
Алия Бхатт с Сидхартхом Малхотра (слева) и Варуном Дхаваном (справа) на презентации фильма «Студент года» в 2012 году

В 2014 году в прокат вышли три фильма с участием Бхатт. Алия снялась в роуд-муви «Шоссе», где исполнила роль одинокой девочки-подростка, у которой после похищения развился стокгольмский синдром. Фильм, однако, не имел особого успеха в прокате. Другим фильмом Алии стал «2 штата» совместного производства Карана Джохара и Саджида Надиадвалы, где она снялась в паре с Арджуном Капуром. Фильм является адаптацией одноимённой новеллы Четана Бхагата о двух студентах Индийского Института Менеджмента в Ахмадабаде, которые сталкиваются с проблемой непринятия родителями их отношений. Для того чтобы сыграть своевольную тамильскую девушку, Алия выучила тамильский язык. Критики высоко оценили её исполнение, Rediff.com напечатала, что Бхатт «действительно вжилась в образ и заставляет вас верить, что она карьер-ориентированная выпускница Института Менеджмента». Шубхра Гупта из The Indian Express добавила, Бхатт стала «сюрпризом» и была «непринужденна, свежа и естественна». Фильм получил крупный коммерческий успех, заработав свыше 1 млрд рупий ($ 16 млн) в национальном прокате. В заключении года Бхатт появилась в роли Кавьи Пратап Сингх — панджабской девушки, которая завязывает роман с незнакомцем за несколько дней до собственной свадьбы, в романтической комедии «Невеста Хампти Шармы». В фильме также снялись Варун Дхаван и Сиддхартх Шукла. Картина описывалась как дань фильму «Непохищенная невеста» (1995) от Карана Джохара, который выступил в качестве продюсера. «Невеста Хампи Шармы» также стала кассовым хитом.
В декабре 2014 года Бхатт приступила к съёмкам фильма «Неспящие» Викаса Бахла в паре с Шахидом Капур, где её персонаж по сюжету страдает бессонницей. Фильм вышел на экран в октябре 2015 года, но особого успеха не имел. Она также исполнила главную женскую роль в триллере Абишека Чаубея «Летящий Пенджаб», что принесло ей Filmfare Award за лучшую женскую роль.
В 2017 году Алия снялась в романтической комедии «Невеста Бадринатха», снова в паре с Варуном Дхаваном. Фильм имел коммерческий успех, также как и их предыдущие совместные проекты. На следующий год актриса появилась в триллере Raazi, где её героиня вышла замуж за пакистанского офицера, чтобы шпионить в пользу Индии. Фильм имел коммерческий успех, получив прокате статус «блокбастер», и принёс ей вторую Filmfare за лучшую женскую роль. Год спустя в прокат вышел фильм Gully Boy, где она снялась в паре Ранвиром Сингхом. Фильм также имел коммерческий успех.
После этого Алия приступила к съёмкам в фэнтези Brahmastra вместе с Ранбиром Капуром. Также она согласилась на съёмки в телугу-язычном фильме «RRR: Рядом ревёт революция».
В марте 2022 года Бхатт присоединилась к актёрскому составу шпионского фильма «Сердце Стоун».

## Другая деятельность

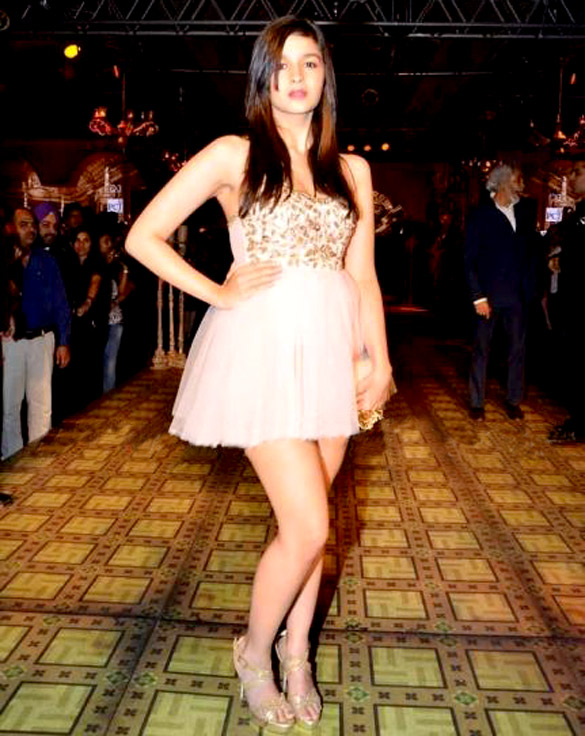
Алия на неделе моды в Дели в 2012 году

Алия является представителем таких брендов, как Coca-Cola, Garnier и Maybelline.

## Фильмография
| Год  |   | Русское название           | Оригинальное название     | Роль               |
| ---- | - | -------------------------- | ------------------------- | ------------------ |
| 1999 | ф | Криминальный роман         | Sangharsh                 | Рита в детстве     |
| 2012 | ф | Студент года               | Student of the Year       | Шанайя Сингханья   |
| 2014 | ф | Шоссе                      | Highway                   | Вира Трипатхи      |
| 2014 | ф | 2 штата                    | 2 States                  | Ананья             |
| 2014 | ф | Невеста Хампти Шармы       | Humpty Sharma Ki Dulhania | Кавья Пратап Сингх |
| 2015 | ф | Неспящие / Великолепные    | Shandaar                  | Алиа               |
| 2016 | ф | Капур и сыновья            | Kapoor & Sons             | Тия                |
| 2016 | ф | Летящий Пенджаб            | Udta Punjab               | Мэри Джейн         |
| 2016 | ф | Дорогая жизнь              | Dear Zindagi              | Кайра              |
| 2017 | ф | Невеста Бадринатха         | Badrinath Ki Dulhania     | Вайдехи Триведи    |
| 2018 | ф | Шпионка                    | Raazi                     | Сехмат Хан         |
| 2019 | ф |                            | Gully Boy                 | Сафина Фирдауси    |
| 2019 | ф |                            | Kalank                    | Руп Чоудхури       |
| 2020 | ф |                            | Sadak 2                   | Арья Десаи         |
| 2021 | ф | Брахмастра, часть 1: Шива  | Brahmastra                | Иша                |
| 2021 | ф | RRR: Рядом ревёт революция | RRR (тел.)                | Сита               |
| 2021 | ф |                            | Gangubai Kathiawadi       | Ганга Харджива     |
| 2023 | ф | Сердце Стоун               | Heart of Stone            | Кея Дхаван         |

## Награды и номинации
- 2013
  - Filmfare Awards — «Студент года» — номинация в категории «Лучший женский дебют»[38]
  - Screen Awards — «Студент года» — номинация в категории «Самый многообещающий новичок — женщины»[39]
  - Stardust Awards — «Студент года» — номинация в категории «Супер-звезда завтрашнего дня — женщины»[40]
  - Zee Cine Awards — «Студент года» — номинация в категории «Лучший женский дебют»
  - Star Guild Awards — «Студент года» — номинация в категории «Лучший женский дебют»[41]
  - Filmfail Awards — «Студент года» — номинация в категории «Худшая актриса»
  - The Ghanta Awards — «Студент года» — номинация в категории «Худший прорыв»
- 2014
  - Stardust Awards — «Шоссе» — премия в категории «Супер-звезда завтрашнего дня — женщины»[42]
- 2015
  - Filmfare Awards — «Шоссе» — номинация в категории «Лучшая женская роль»[43]
  - Filmfare Awards — «Шоссе» — премия в категории «Лучшая женская роль по мнению критиков»[44]
- 2016
  - Filmfare Awards — «Летящий Пенджаб» — премия в категории «Лучшая женская роль»[45]
  - Filmfare Awards — «Дорогая жизнь» — номинация в категории «Лучшая женская роль»[46]
  - Screen Awards — «Летящий Пенджаб» — премия в категории «Лучшая женская роль»[47]
  - Screen Awards — «Дорогая жизнь» — номинация в категории «Лучшая женская роль»
- 2018
  - Filmfare Awards — Raazi — премия в категории «Лучшая женская роль»
- 2019
  - Filmfare Awards — «Парень из гетто» — премия в категории «Лучшая женская роль»